# Quercus ocoteifolia
Quercus ocoteifolia es una especie de árbol que pertenece a la familia Fagaceae. Algunos de sus nombres comunes son: banci', encino, chicharro, col.

## Descripción
Árbol de crecimiento lento y de larga vida, llega a medir de 25 a 30 m de altura, con un diámetro de hasta 1 m. La corteza es de color gris, suave, con surcos. Las hojas son verde oscuro brilloso en el haz y verde pálido en el envés, glabras, miden de 3 - 15 cm de largo, lanceolada a elíptica, los márgenes son enteros revolutos (márgenes vueltos hacia el envés curvado), el ápice acuminado (que termina en punta), cuneadas en la base, presentan de 10 a 14 pares de venas prominentes en el envés; los peciolos son glabros y miden 5-20 mm de largo. Los amentos (inflorescencia formada generalmente por muchas flores unisexuales dispuestas como en la espiga) masculinos miden 3 cm de largo y presentan pocas flores; las inflorescencias (conjunto de flores que se encuentran agrupadas sobre la rama o la extremidad del tallo) femeninas o pistiladas miden 1-2 cm de largo contienen de 1 a 2 flores. Los frutos son bellotas ovoides, miden de 1 a 2 cm de largo el ápice es redondeado y mucronado, se encuentran solitarias o en pares en un pedúnculo de 5-20 mm de largo, dentro de una cúpula de 1 a 2 cm de diámetro, con escamas ligeramente pubescentes, donde se encuentra envuelta una 1/2 de nuez, la cual madura a los 2 años. Crece en terrenos de tierra silícea o calcárea, de bosques frescos y sombreados de las sierras.

## Distribución y hábitat
Se encuentra en bosques de niebla, bosque de encino y bosques de pino-encino a 1500-3000 m s. n. m. En México (Hidalgo, Puebla, Veracruz, Oaxaca y Chiapas); Guatemala; El Salvador y Honduras.

## Usos
Se usa para leña. En medicina popular se utiliza para lavar y desinfectar heridas, llagas y granos con pus: se hierve por 5 minutos varios pedazos de corteza y cuatro cucharadas de hojas en medio litro de agua, se deja reposar por 3-5 minutos. También para diarreas por parásitos y disentería: la misma infusión se toma una taza media hora antes de comer. No se debe usar en personas que padecen de estreñimiento.